# 高橋正雄 (経済学者)
高橋 正雄（たかはし まさお、1901年11月21日 - 1995年9月10日）は、昭和・平成期の日本の経済学者、社会運動家。

## 略歴
- 1901年　宮城県仙台市生まれ。
- 1922年　東京帝国大学経済学部入学（土方成美ゼミ）。
- 1925年　東大経済学部卒業。大学院入学。
- 1928年　九州帝国大学法文学部経済学科助教授に就任するとともに、『労農』（同人となる。
- 1936年　九大よりヨーロッパに派遣され留学する。
- 1939年　帰国直後に、1938年4月1日労農派教授グループ事件（第二次人民戦線事件）で検挙（逮捕）され失職する。
- 1940年　保釈される。
- 1940年～1944年　有沢広巳の紹介で上海の日本語新聞『大陸新報』記者の教育係の職に就く。同社の社長で後に自民党衆議院議員となる福家俊一と知り合う。
- 1946年　戦後九州大学に復帰し、経済学部教授となる。
- 1951年　社会主義協会の設立に参加。三池闘争後向坂逸郎らと意見対立し、社会主義協会から退く（晩年は向坂逸郎、社会主義協会を強く批判した）。
- 1952年　九大 経済学博士　論文の題は「ケインズ貨幣論の研究」[1]。
- 1961年　平和経済計画会議設立に参画、同理事長などを歴任。
- 1965年　九大定年退職、名誉教授。鹿児島大学文理学部教授に2年勤務。
- 1967年　東北学院大学経済学部教授。
- 1967年　東京都知事選挙で美濃部亮吉擁立に尽力。
- 1992年　退職、東北学院大学名誉教授。
- 1995年　逝去。

## 著書
- 『世界経済の基礎知識』（東洋出版社、基礎経済学全集10） 1934
- 『ケインズ貨幣論の研究』（南郊社） 1936、のち惇信堂 1948
- 『社会主義のはなし』（黄土社） 1946
- 『転形期の政治と経済』（黄土社） 1947
- 『生きた経済学』（実業教科書、社会科学新書） 1948
- 『科学的社会主義の立場から』（板垣書店） 1948
- 『戦後経済論 戦後の世界と日本経済』（批判社） 1948
- 『戦後の世界と日本経済』（批判社） 1948
- 『日本経済をどうするか 続生きた経済学』（実業教科書、社会科学新書） 1948
- 『批判的社会主義のために』（実業之日本社） 1948
- 『九原則と日本の経済』（惇信堂、自由人叢書） 1949
- 『ケインズ一般理論の研究』（有斐閣） 1950
- 『私たちの経済』（社会教育協会） 1951
- 『経済学入門』（有斐閣） 1953
- 『経済と産業の話』（偕成社、新百科） 1955
- 『社会主義をどう見るか』（実業之日本社） 1956
- 『アメリカ拝見』（角川新書） 1959
- 『資本主義は変ったか』（有紀書房） 1962
- 『日本資本主義入門』（有紀書房） 1963
- 『マルクスとケインズとの対話 現代の資本主義と社会主義』（講談社ミリオンブックス） 1963、のち月刊ペン社
- 『現代の煩悶 社会主義の現実から何を学ぶか』（番町書房） 1966
- 『社会主義を考える』（太陽出版） 1970
- 『わたしの造反』（読売新聞社） 1970
- 『経済学と日本経済』（自由書房） 1972
- 『資本論と経済学』（日本評論社） 1974
- 『ニッポン動物園の政治図絵 保革伯仲をどう考える』（月刊ペン社） 1975
- 『新・わたしの造反』（太陽書林） 1978
- 『続・マルクスとケインズの対話』（月刊ペン社） 1978
- 『八方破れ・私の社会主義』（ティビーエス・ブリタニカ、私の現代史シリーズ） 1980
- 『社会党の秘密 果して回生の時はあるか!』（潮文社） 1981
- 『経済学はダメになったか 原点に立ち還って考える』（潮文社） 1982
- 『チトーと語る』（恒文社） 1982
- 『共産党の秘密 ここにどんな自由があるか』（潮文社） 1984
- 『マルクスと語る』（恒文社） 1984
- 『私の社会主義』（本音を語る会、本音文庫） 1986
- 『レーガンとゴルバチョフの対話』（日本評論社事業出版部） 1987
- 『マルクスとケインズとの対話 資本論と一般理論の研究』（恒文社） 1988
- 『二十世紀の群像 高橋正雄の証言』（高橋正雄先生米寿記念刊行会編、第一書林） 1989
- 『サムエルソン経済学の研究』（勁草書房） 1994

## 共編著
- 『世界経済統計図表』（有沢広巳共著、改造社、経済学全集34 上） 1931
- 『日本の革命を語る』（山川均, 向坂逸郎共著、板垣書店） 1948
- 『変わりゆく筑豊 石炭問題の解明』（編、光文館） 1962
- 『近代日本産業史』（今津健治共著、講談社） 1967
- 『恐慌はくるか』（編、読売新聞社） 1971
- 『現代にとって社会主義とは』（正村公宏共編、日本評論社） 1971

## 翻訳
- 『リカアド その学説と批評』（アールフレド・アモン、阿部勇共訳、明善社） 1928
- 『アメリカ資本主義の趨勢』（労働調査協会編、松田銑共訳、有斐閣） 1952
- 『チトーは語る』（ウラジミール・デディエ、河出書房） 1953
- 『ドイツ経済史 1800年 - 1946年』（ユルゲン・クチンスキー、中内通明共訳、有斐閣） 1954
- 『経済における政府の役割 アメリカ国家資本主義論』（ポール・K・クロッサー、論争社、ぺりかん・しんしょ） 1961
- 『社会党と政権 フランスの経験と反省』（P・ラマディエ、大羽奎介共訳、ダイヤモンド社） 1963
- 『偉大なる上昇 低開発国の経済発展』（ロバート・L・ヘイルブロンナー、時事通信社、時事新書） 1966
- 『空想から科学へ いかに読むべきか』（エンゲルス、社会思想社、現代教養文庫） 1967
- 『抵抗 レジスタンス』（ヴィリー・ブラント、読売新聞社） 1972
- 『ユーゴスラビアの企業における労働者自主管理制度 社会主義と民主主義』（ILO 編、高屋定国共訳、至誠堂） 1974
- 『戦慄の共産主義 ソ連・東独からの脱出』（ウォルフガング・レオンハルト、渡辺文太郎共訳、月刊ペン社） 1975
- 『岐路に立つ共産主義』（ウォルフガング・レオンハルト、渡辺文太郎共訳、読売新聞社） 1977
- 『クレムリン 官僚支配の実態』（オタ・シク、渡辺文太郎共訳、時事通信社） 1978
- 『ソ連にも革命が?』（ウォルフガング・レオンハルト、渡辺文太郎共訳、恒文社） 1981